# Udźwig
Udźwig – masa, jaka może zostać podniesiona (czasem także przemieszczona w innych płaszczyznach) przez człowieka lub maszynę. Udźwig występujący bez dodatkowego ujednoznacznienia oznacza zazwyczaj maksymalną masę, jaka może zostać podniesiona przez dane urządzenie, nie powodując przy tym uszkodzenia tego urządzenia. Na udźwig wpływ może mieć też położenie środka ciężkości podnoszonego obiektu oraz wysokość podnoszenia. Wartość udźwigu podawana jest, jako udźwig nominalny, przez producenta urządzenia.

## Dźwignice
Udźwig jest podstawowym parametrem wszelkiego rodzaju dźwignic (wind, żurawi, suwnic). Występują również znormalizowane udźwigi, które w Polsce podaje norma PN M-06513. W przypadku żurawi wartość udźwigu uzależniona jest także od wysięgu. Ze względu na przyjmowane współczynniki bezpieczeństwa wartości rzeczywistych udźwigów mogą być większe od wartości nominalnych.

## Zawiesia
Udźwig zawiesi i ich elementów określa się jako DOR (dopuszczalne obciążenie robocze).
Przed dopuszczeniem do użytkowania oraz w trakcie kontroli dźwignice poddawane są próbom podnoszenia ciężarów większych niż ich udźwig nominalny:
- próba statyczna: {\displaystyle Q_{st}=1{,}25\ Q_{nominalne}} – ładunek jest podnoszony na niewielką wysokość,
- próba dynamiczna: {\displaystyle Q_{d}=1{,}1\ Q_{nominalne}} – ładunek jest podnoszony, a następnie wykonuje się pełny zakres ruchów roboczych.

## Wózki jezdniowe
W przypadku wózków jezdniowych występuje kilka rodzajów udźwigu podawanych przez producentów:
- udźwig nominalny – dotyczy dopuszczalnej masy podnoszonego ciężaru na określoną wysokość, przy określonym położeniu środka ciężkości.
- udźwig zredukowany – dotyczy dopuszczalnej masy podnoszonego ciężaru, zredukowanej z uwagi na zastosowanie osprzętu dodatkowego(np. pozycjoner, chwytak, obrotnica, ostroga, dodatkowy przesuw boczny), który wpływa na redukcję udźwigu urządzenia ze względu na ciężar osprzętu i odsunięcie środka ciężkości lub ze względu na udźwig samego osprzętu(np. chwytak do beczek).

## Ludzie
W przypadku ludzi maksymalny dopuszczalny ciężar jaki może zostać przez nich podniesiony i przeniesiony (w toku ręcznych prac transportowych) jest ustalany przez odpowiednie akty prawne związane z BHP. W Polsce są to Rozporządzenie Ministra Pracy i Polityki Społecznej z dnia 14 marca 2000 r. w sprawie bezpieczeństwa i higieny pracy przy ręcznych pracach transportowych oraz Rozporządzenie Rady Ministrów z dnia 10 września 1996 r. w sprawie wykazu prac wzbronionych kobietom (z późniejszymi zmianami). Wartości tych ciężarów ukazane są w poniższej tabeli, przy czym należy zwrócić uwagę, iż dotyczą one sytuacji, gdy ładunek przenoszony jest na odległość nie większą niż 25 m po płaskiej powierzchni. W przypadku przenoszenia pod górę wartości te są mniejsze.
|        |           | Charakter pracy |       |
| ciągły | dorywczy  |                 |       |
| Płeć   | kobieta   | 12 kg           | 20 kg |
| Płeć   | mężczyzna | 30 kg           | 50 kg |